# Conselho Geral de Província
O Conselho Geral de Província, instituído pela Constituição brasileira de 1824, substituiu o extinto Conselho dos Procuradores das Províncias. A Constituição trata do mesmo no Título 4º, Capítulo V, "Dos Conselhos Geraes de Provincia, e suas attribuições."
Foi o órgão de representação popular junto à presidência de província. Em 1834 o Ato Adicional à Constituição substituiu o Conselho Geral da Província pela Assembleia Legislativa Provincial.